# Arizona Sizzle 2018
Questa voce raccoglie le informazioni riguardanti l'Arizona Sizzle nelle competizioni ufficiali della stagione 2018.

## Organigramma societario
Area direttiva
- Presidente: ?

Area tecnica
- Allenatore: ?

## Rosa
| N° | Nome               | Ruolo | Data di nascita  | Nazionalità sportiva |
| -- | ------------------ | ----- | ---------------- | -------------------- |
| 1  | Dennis Nelson      | C/O   | 21 marzo 1990    | Giamaica             |
| 1  | Alex Keicher       | S     | -                | Stati Uniti          |
| 2  | Jacob Penolio      | C     | 27 giugno 1988   | Stati Uniti          |
| 2  | Robert Esser       | P     | -                | Stati Uniti          |
| 3  | Byran Lewis        | O     | -                | Francia              |
| 4  | Taylor Harrington  | C     | -                | Stati Uniti          |
| 5  | Mark Olsen         | C     | -                | Stati Uniti          |
| 6  | Drew Staker        | C     | 21 febbraio 1991 | Stati Uniti          |
| 6  | Drew Winterstein   | S     | 17 aprile 1986   | Stati Uniti          |
| 7  | Chris Littleman    | P     | 13 marzo 1982    | Stati Uniti          |
| 7  | Micah Steiner      | L     | -                | Stati Uniti          |
| 8  | Christopher Berg   | S     | -                | Stati Uniti          |
| 8  | Joseph Kauliakamoa | P     | 12 agosto 1989   | Stati Uniti          |
| 9  | Connor Dougherty   | C     | 15 novembre 1990 | Stati Uniti          |
| 10 | Vince Zanzucchi    | S     | 15 maggio 1983   | Stati Uniti          |
| 11 | Srdjan Nadazdin    | S     | 9 novembre 1989  | Stati Uniti          |
| 12 | Tanner Maxwell     | P     | -                | Stati Uniti          |
| 12 | Keaton Berry       | C     | -                | Stati Uniti          |
| 13 | Lucas Behringer    | L     | 26 marzo 1992    | Stati Uniti          |
| 13 | Jacob Byers        | S     | 6 luglio 1994    | Stati Uniti          |
| 14 | Zachary Melcher    | P     | 8 novembre 1995  | Stati Uniti          |
| -  | Zachary Penolio    | S     | 3 febbraio 1991  | Stati Uniti          |
| -  | Shayne Beamer      | S     | 1º maggio ?      | Stati Uniti          |